# Сихљану (Браила)
Сихљану (рум. Sihleanu) насеље је у Румунији у округу Браила у општини Скорцару Ноу. Oпштина се налази на надморској висини од 14 m.

## Становништво
Према подацима из 2002. године у насељу је живело 342 становника, од којих су сви румунске националности.